# Tesi di aprile

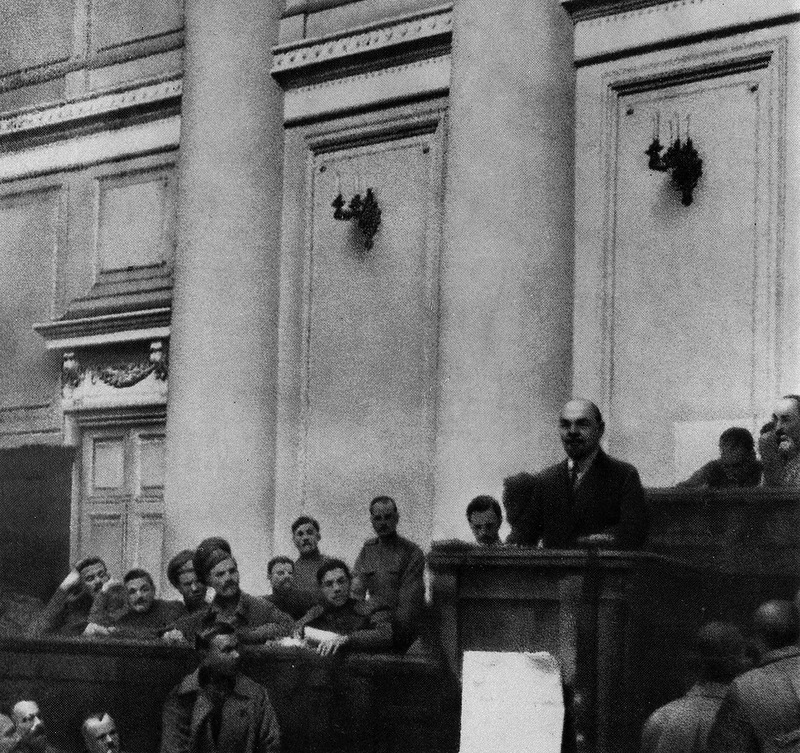
Lenin enuncia le Tesi di aprile al Palazzo di Tauride, sede del Soviet di Pietrogrado, il 17 aprile 1917

Le Tesi di aprile (in russo Апрельские тезисы?, Aprel'skie tezisy) sono un testo politico scritto da Lenin subito prima o durante il viaggio di ritorno in Russia dall'esilio svizzero, avvenuto il 17 aprile 1917. Arrivato alla stazione di Pietrogrado fu accolto da una piccola folla, che in pochi minuti si moltiplicò, inducendo lo stesso Lenin ad arringare la folla presente ripetendo i concetti delle Tesi. Lenin le enunciò più volte nei giorni successivi e le pubblicò sulla Pravda il 20 aprile con il titolo Sui compiti del proletariato nella rivoluzione attuale.

## Contesto storico
Nel febbraio 1917 i moti rivoluzionari in Russia avevano portato alla caduta dello zarismo e all'instaurazione di un governo provvisorio di stampo liberal-democratico. Questo governo soffrì però fin da subito di due gravi debolezze: la prima risiedeva nell'esistenza dei soviet, ossia consigli di operai e contadini che si proponevano come depositari della volontà delle masse popolari russe; la seconda nasceva dalla decisione del governo di proseguire la guerra a fianco dell'Intesa, nonostante il paese fosse allo stremo.
Con la collaborazione dei tedeschi - che conoscevano la posizione dei bolscevichi in favore della pace - Lenin fu condotto in Russia con un treno blindato, e arrivato in patria poté esplicitare le sue "tesi di aprile". Pace e terra ai contadini e «tutto il potere ai soviet» furono le parole d'ordine che incontrarono subito vasto consenso popolare. Nella Pravda Lenin negò che la rivoluzione dovesse necessariamente passare dalla fase capitalistico-borghese (secondo quanto previsto dalla teoria marxista) e incitò i bolscevichi a prendere il potere, rovesciando il governo provvisorio e avviando la Russia sulla via del socialismo. Nei mesi successivi i bolscevichi acquisirono sempre più consenso fino a conquistare la maggioranza nei due soviet più importati, quello di Mosca e di Pietrogrado, un passaggio importante verso la conquista del potere, che culminò nella notte tra il 24 e il 25 ottobre 1917 con la presa di Palazzo d'Inverno.

## I dieci punti
Esse si articolano in dieci punti riassunti qui di seguito:
1. Denuncia della guerra in corso, continuata dal governo provvisorio costituito alla caduta dello zarismo, quale «guerra imperialistica di brigantaggio». Tale governo era l'espressione delle forze borghesi, capitalistiche, del Paese e pertanto la guerra non poteva essere giustificata nemmeno in nome di una «difesa della rivoluzione». Una guerra di difesa della rivoluzione sarebbe stata giustificata solo se il potere politico fosse stato nelle mani della classe operaia e dei contadini poveri e in tal caso non sarebbe stata condotta come una guerra di annessione fatta nell'interesse del capitale. Tuttavia in larga parte degli strati popolari, ingannati dalla propaganda borghese, era radicata l'idea che tale guerra fosse giusta e necessaria. Occorreva pertanto che i bolscevichi spiegassero «con particolare cura, ostinazione e pazienza» lo stretto legame esistente tra gli interessi del capitale e la guerra che rendeva impossibile mettere fine alla guerra «senza abbattere il capitale». La propaganda bolscevica andava estesa all'esercito fino all'invito alla fraternizzazione con il cosiddetto «nemico».
2. La Russia stava vivendo una prima fase della rivoluzione nella quale la borghesia aveva preso il potere «a causa dell'insufficiente grado di coscienza e di organizzazione del proletariato». Occorreva che il partito bolscevico, favorito dalle possibilità legali di svolgere il proprio lavoro politico, «fra tutti i paesi belligeranti la Russia è oggi il paese più libero del mondo», nota Lenin, si preparasse alla seconda fase della rivoluzione, quella che doveva dare il potere al proletariato e agli strati poveri dei contadini.
3. I bolscevichi non dovevano appoggiare «in alcun modo» il governo provvisorio. Occorreva dimostrare la sua natura di classe e la sua volontà di condurre fino in fondo la guerra imperialistica.
4. I bolscevichi dovevano essere consapevoli di essere attualmente un'esigua minoranza nella maggior parte dei Soviet dei deputati operai, nei quali si era operata un'alleanza «di tutti gli elementi opportunistici piccolo-borghesi», come i trudovichi, i socialisti rivoluzionari e parte dei menscevichi, da Nikolaj Semënovič Čcheidze a Irak'li Ts'ereteli o all'ex bolscevico Jurij Michajlovič Steklov. I soviet operai erano «l'unica forma possibile di governo rivoluzionario» e finché fossero stati sotto l'influenza della borghesia occorreva dimostrare gli errori della loro tattica e sostenere insieme la necessità del passaggio di tutto il potere statale ai soviet «perché le masse possano liberarsi dei loro errori sulla base dell'esperienza».
5. La Russia doveva divenire una repubblica dei soviet dei deputati degli operai, dei salariati agricoli e dei contadini. Sull'esempio della Comune di Parigi l'esercito permanente sarebbe stato sostituito dall'armamento di tutto il popolo e i funzionari statali sarebbero stati tutti eleggibili e revocabili, con uno stipendio pari a quello medio di un operaio.
6. Il programma agrario del partito doveva prevedere la confisca di tutte le grandi proprietà fondiarie e la nazionalizzazione di tutte le terre, mettendole a disposizione dei soviet locali dei deputati dei salariati agricoli e dei contadini.
7. Occorreva procedere alla fusione di tutte le banche del Paese in un'unica banca nazionale, posta sotto il controllo dei soviet dei deputati operai.
8. Tutti questi provvedimenti non significavano l'«instaurazione del socialismo», ma per il momento il controllo della produzione sociale e della ripartizione dei prodotti da parte dei soviet.
9. Riguardo ai compiti immediati del partito esso doveva convocare un congresso che approvasse le modifiche al suo programma e il cambiamento del nome da «socialdemocratico» a «comunista». Secondo Lenin i capi della socialdemocrazia avevano tradito il socialismo e occorreva pertanto distinguersi da loro.
10. Per lo stesso motivo occorreva creare una nuova Internazionale veramente rivoluzionaria.

Secondo lo storico Angelo d'Orsi furono tre i punti qualificanti delle Tesi: il rifiuto di continuare la guerra; la volontà di proseguire la rivoluzione portandola alla seconda fase; fare un partito che si chiamerà "comunista", che diventerà la forza che guiderà la Russia sotto l'ombrello della futura Terza Internazionale (o Internazionale Comunista, Comintern). Lenin guardava esplicitamente al modello della Comune di Parigi, segnatamente per la forma di Stato, per l'abolizione di un esercito permanente e della polizia, per la eleggibilità e revocabilità dei funzionari e così via. 
Egli presentò le tesi il 17 aprile, in due diversi momenti: la prima in un'assemblea di bolscevichi, la seconda in una riunione comune di bolscevichi e menscevichi delegati alla "Conferenza dei soviet dei deputati operai e soldati di tutta la Russia", tenutasi al Palazzo di Tauride di Pietrogrado.
Le tesi lasciarono sconcertati molti compagni, sia menscevichi che bolscevichi, soprattutto tra i quali non condividevano l'idea di finire la guerra nella convinzione che era necessario sconfiggere prima di tutto gli Imperi Centrali per poi successivamente concentrarsi sulla rivoluzione, o tra i quali erano perplessi sulla possibilità che i soviet potessero esercitare il potere fin da subito.